# Стоунволлские бунты
Стоунволлские бунты, или Стоунволлское восстание (англ. Stonewall riots) — серия беспорядков и спонтанных демонстраций против полицейского рейда, которые начались в ночь на 28 июня 1969 года в гей-баре «Стоунволл-инн» на Кристофер-стрит (Гринвич-Виллидж, Нью-Йорк). Эти столкновения часто приводятся в качестве первого случая в истории, когда представители гей-сообщества оказали сопротивление узаконенной государством системе преследования геев. Считается, что бунты стали определяющим событием, ознаменовавшим начало массового движения за соблюдение прав человека в отношении ЛГБТ в США и во всём мире. По словам историка Дэвида Картера, это «было для гей-движения тем же, чем падение Бастилии было для начала Великой французской революции».
В 1950—1960-е годы гомосексуалы в США подвергались немалой дискриминации. Ранние правозащитные ЛГБТ-группы стремились доказать, что гомосексуалы могли быть ассимилированы в обществе, и придерживались неконфронтационной стратегии. Однако конец 1960-х годов стал очень остро дискуссионным: он отметился активизацией множества общественных движений, таких как движение чернокожих за гражданские права, феминистское, контркультурное и антивоенное движения. Эта социальная активность вместе с либеральной общественной средой Гринвич-Виллидж оказали катализирующее влияние на Стоунволлские бунты.
В 1960-х годах полицейские рейды на гей-бары в США являлись обычным делом, однако в июне 1969 года полиция быстро потеряла контроль над ситуацией, поскольку около «Стоунволл-инн» собралась толпа, неожиданно оказавшая сопротивление. Это столкновение в последующие дни продолжилось в массовых протестах и беспорядках. В течение нескольких недель жители гей-квартала быстро организовались в группы активистов, концентрирующих усилия на создании мест для геев и лесбиянок, где можно было бы открыто говорить о своей сексуальной ориентации, не боясь при этом быть арестованными.
После Стоунволлских бунтов геи и лесбиянки Нью-Йорка преодолели гендерные, классовые и поколенческие различия, став сплочённым сообществом. В течение шести месяцев были сформированы две правозащитные гей-организации, концентрировавшиеся на активной протестной тактике, и учреждены три газеты для поддержки прав геев и лесбиянок. В течение нескольких лет организации по защите прав гомосексуалов были основаны в США и во всём мире. 28 июня 1970 года в память о бунтах проведены первые манифестации гей-прайда в Нью-Йорке, Лос-Анджелесе, Чикаго, Сан-Франциско, Атланте и Торонто. Позднее подобные марши были организованы в других городах и странах. Сегодня гей-прайды проводятся ежегодно по всему миру летом (чаще в конце июня).

## Предпосылки

### Положение гомосексуалов в США в XX веке
Американские представители ЛГБТ-сообщества в 1950-х и 1960-х годах столкнулись с более антигомосексуальной правовой системой, нежели геи и лесбиянки в некоторых странах Варшавского договора. В те времена гомосексуальные действия даже между взрослыми людьми по взаимному соглашению, происходящие в частных домах, были уголовным преступлением по всей территории США (за исключением Иллинойса, декриминализировавшего их в 1961 году). В двадцати штатах существовал закон, по которому любого человека можно было задержать по подозрению в гомосексуальности. В штатах Пенсильвания и Калифорния лица, заподозренные в гомосексуальности, могли быть помещены в психиатрическое учреждение на всю жизнь. В попытках вылечить гомосексуальность психиатрами использовались кастрация, аверсивная терапия, гипноз, электросудорожная терапия и лоботомия. Гомосексуалы были вынуждены вести двойную жизнь, сохраняя свою личную жизнь в тайне от всех.
После социальных потрясений Второй мировой войны многие люди в США сильно желали «восстановить довоенный общественный порядок и воздержаться от перемен». Сенатор-республиканец Джозеф Маккарти, вдохновлённый антикоммунистическими настроениями в обществе, начал кампанию по репрессиям против инакомыслящих (коммунистов, социалистов, анархистов и т. д.) в правительстве, армии и других финансируемых правительством США организациях и учреждениях. Среди жертв национальной истерии оказались и гомосексуалы. В частности, заместитель госсекретаря Джеймс Е. Уэбб в своём докладе отмечал, что «у тех, кто участвует в явных извращённых актах, отсутствует эмоциональная устойчивость, присущая нормальным людям». Геев и лесбиянок обвиняли в склонности к преступлениям и угрозе государственной безопасности. В ходе этой кампании, в период с 1947 по 1950 годы, 1700 геям и лесбиянкам было отказано в приёме на работу, 4380 человек были уволены из вооружённых сил, 420 человек были уволены из правительственных структур.
На протяжении 1950—1960-х годов ФБР и полиция составляли списки известных гомосексуалов, учреждений, которые были к ним благосклонны, а также их родственников и друзей. Американская почтовая служба следила за адресами, откуда отправлялись материалы гомосексуального характера. Не отставали и органы местного самоуправления: бары, обслуживавшие гомосексуалов, были закрыты, клиенты баров подвергались аресту, а их фотографии на следующее утро печатались в газетах. По приказу чиновников из мэрии производились зачистки кварталов, парков, баров и пляжей для геев. Вне закона стало ношение одежды противоположного пола. Из учебных заведений увольняли педагогов, подозреваемых в гомосексуальности. Тысячи мужчин и женщин подвергались публичным унижениям, физическим преследованиям. Людей увольняли, заключали в тюрьму либо насильно помещали в психиатрические больницы.
В 1952 году Американская психиатрическая ассоциация (АПА) включила гомосексуальность в Руководство по диагностике и статистике психических расстройств в качестве социопатического расстройства личности. Проведя в 1962 году всестороннее исследование гомосексуальности, АПА подтвердила её включение в число расстройств, квалифицировав как патологический страх перед противоположным полом вследствие травмы, полученной в детстве. Эта точка зрения приобрела широкое влияние в медицинской среде. Хотя ещё в 1956 году психолог и сексолог Эвелин Хукер провела исследования, которые показали отсутствие различий в психическом здоровье между гомосексуальными и гетеросексуальными мужчинами. Исследования Хукер стали широко известны в медицинском сообществе и принесли ей невероятную популярность в среде геев и лесбиянок. Однако, несмотря на это, гомосексуальность была исключена из списка болезней только в 1973 году, а достижения науки десятилетия оставались достоянием практически только специалистов.

### «Гомофильное» движение и беспорядки в «Кафе Комптона»

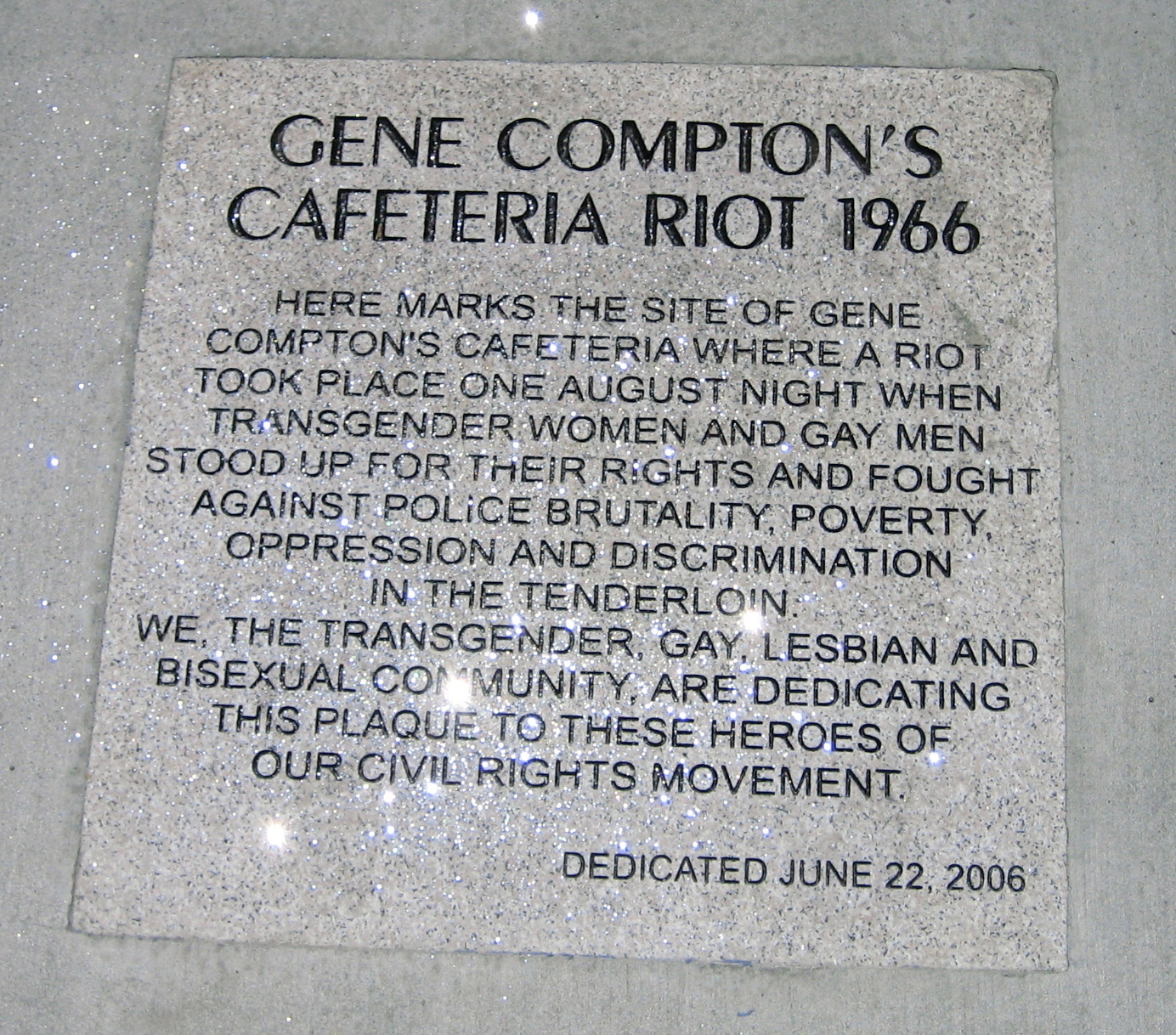
Мемориальная доска на месте беспорядков в «Кафе Камптона»

В ответ на такое положение вещей независимо друг от друга создаются первые две гей-организации. В 1950 году в Лос-Анджелесе коммунистический активист Гарри Хэй организует Матташинское общество (англ. Mattachine Society), названного по имени группы актёров французского Театра Масок (фр. Société Mattachine). Сообщество оказывало юридическую и психологическую помощь геям и лесбиянкам, а также проводило просветительскую деятельность. Матташинское общество требовало от своих членов респектабельности во внешнем виде и благопристойности в поведении, полагая тем самым показать обществу, что геи и лесбиянки являются нормальными людьми, ничем не отличающимися от гетеросексуалов. В 1955 году в Сан-Франциско восемь женщин организовали сообщество для лесбиянок Дочери Билитис (англ. Daughters of Bilitis). Изначально сообщество объединяло любительниц танцев, однако впоследствии их цели и методы стали совпадать с Матташинским обществом. Данное движение получило название «Гомофильного».
Первое противостояние Матташинского общества и государства произошло в 1953 году, когда Американская почтовая служба отказалась рассылать августовский номер журнала «One», в котором шла речь о равенстве брака. Служба сослалась на то, что журнал имел непристойное содержание. Дело дошло до Верховного суда, который в 1958 году постановил, что журнал «One» может распространяться по почте, так как имеет непрозрачную упаковку.
«Гомофильное» движение росло и распространялось по всей стране с запада на восток. Члены организаций чувствовали себя всё более смелыми. Первым сообществом на восточном побережье стало основанное Фрэнком Камени Матташинское общество. Камени был обвинён в гомосексуальности и с позором уволен из армии США. После этого он подал заявление в суд с требованием восстановить его, однако дело он проиграл. Камени впервые стал открыто утверждать, что гомосексуалы ничем не отличаются от гетеросексуалов. Его основной целью стало исключение гомосексуальности из списка психических заболеваний. В 1965 году, вдохновлённый движением за права геев и лесбиянок, Камени впервые организовал серию пикетов против дискриминации. Пикеты прошли напротив Белого Дома, а также других правительственных зданий. По времени эти пикеты совпали с растущим числом протестов против войны во Вьетнаме. Такая смелость испугала многих геев, в том числе и часть основателей Общества Маттачине. К концу 1960-х годов частота пикетов и столкновений с полицией только возрастала.
В то же время в обществе всё более открыто стали появляться люди, не отвечающие общепринятым гендерным стереотипам: женственные мужчины и мужественные девушки, а также мужчины и женщины, переодевающиеся в одежду и ведущие образ жизни лиц противоположного пола. Это вызывало крайнее недовольство со стороны Матташинского общества и Дочерей Билитис, которые продолжали утверждать, что гомосексуалы не должны «выделяться» среди обычных людей. Эти организации считали, что подобное поведение и внешность дискредитирует идею борьбы за свои права и провоцирует аресты.
Первые открытые стычки ЛГБТ-людей с полицией были отмечены ещё в 1959 году. В 1966 году полиция прибыла в Кафе Комптона, чтобы арестовать мужчин за ношение одежды противоположного пола. Локальный конфликт очень быстро перерос в открытое противостояние с хозяевами кафе. Друзья арестованных устроили в кафе настоящий погром. В расход шло все: от тарелок и чашек, до зеркал и окон. На следующую ночь, когда хозяева кафе вставили разбитые окна и зеркала, погром повторился с ещё большей силой. Кафе было практически «стёрто с лица земли» И так продолжалось до тех пор, пока арестованных не отпустили. Считается, что этот конфликт ознаменовал собой начало трансгендерного движения в Сан-Франциско.

### Гринвич-Виллидж
После Второй мировой войны в Нью-Йорке было построено два новых района — Гринвич-Виллидж и Гарлем, в которых селились мужчины и женщины, отслужившие в армии. Вскоре эти районы превратились в анклавы геев и лесбиянок, описанных в газетных публикациях как «коротко подстриженные женщины и длинноволосые мужчины» (нарушавшие гендерные стереотипы). Внутри этих анклавов за следующие два десятилетия образовалась собственная субкультура. Со временем Гринвич-Виллидж стал центром культурной революции. Он стал пристанищем для людей богемы и радикальных политических деятелей, а также одним из центров движения бит-поколения (Джек Керуак, Аллен Гинзберг, Уильям Берроуз, Дилан Томас) и фолк-рока (The Mamas & the Papas, Боб Дилан, Саймон и Гарфанкел).
В Нью-Йорке открывались многочисленные гей-бары, которые было крайне трудно контролировать, и правительство города издало дискриминационный указ о запрете употребления геями алкоголя. К началу 1960-х годов мэр Роберт Вагнер-младший, постоянно выражавший озабоченность имиджем города в рамках подготовки к Всемирной выставке 1964 года, организовал беспрецедентную кампанию по избавлению Нью-Йорка от гей-баров. По всему городу работали переодетые полицейские. Они провоцировали геев на покупку алкоголя и тут же арестовывали их, так как геям было запрещено употреблять алкоголь. В случае же, если геи не желали угощать «новых друзей», полицейские предлагали, что купят алкоголь сами, а потом арестовывали их, но уже по статье «Подстрекательство». В обоих случаях у бара, где происходили аресты, отзывалась лицензия. Полицейские в своём желании «очистить город от геев» доходили до абсурда. Однажды New York Post описала историю ареста в раздевалке спортзала. Переодетый полицейский схватил незнакомца за промежность и начал стонать. Когда человек спросил стонавшего, все ли с ним в порядке, он был тут же арестован. Адвокаты крайне редко брались за подобные дела, так как боялись быть арестованными по подозрению в гомосексуальности.
Обществу Маттачине удалось добиться от нового мэра Джона Линдсея прекращения дискриминационной кампании. Облавы на бары сократились, однако «Департамент по контролю за алкоголем» был наделён полномочиями без судебного разбирательства отзывать лицензию у бара, который по его мнению обслуживал геев. Несмотря на высокую плотность гомосексуального населения Гринвич-Виллидж, гей-баров в районе оставалось крайне мало. Ни один из гей-баров не принадлежал непосредственно геям. Все бары находились в собственности и под контролем организованных преступных группировок. Однако им приходилось платить полицейским взятки, чтобы сократить число облав и не потерять свой бизнес.

### «Стоунволл-инн»

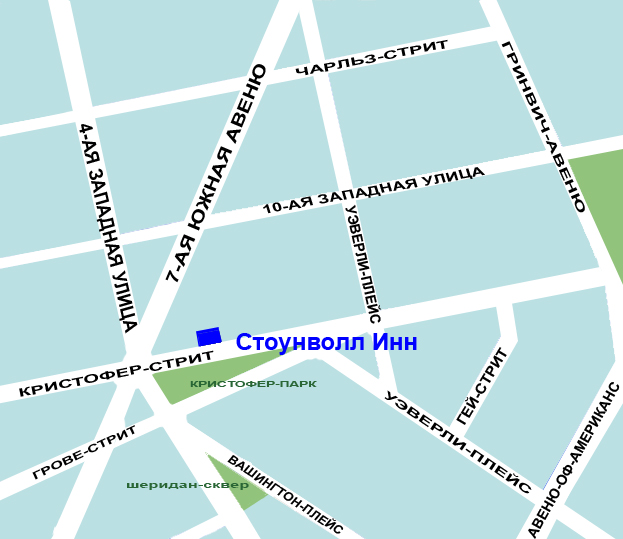
«Стоунволл-инн» на карте Гринвич-Виллидж

В 1950-х и 1960-х годах очень немногие заведения приветствовали не скрывающих свою сексуальную ориентацию ЛГБТ-людей. В основном это были гей-бары, при этом их владельцы и менеджеры редко являлись геями. Один из таких баров, «Стоунволл-инн», как и многие подобные заведения, в то время принадлежал мафии. Он был популярен среди беднейших и наиболее маргинализированных представителей ЛГБТ-сообщества: драг-квин, трансгендеров, женственных юношей, хастлеров и бездомной молодёжи.
Бар «Стоунволл-инн», расположенный на Кристофер-стрит 51-53, вместе с несколькими другими заведениями города принадлежал семье Дженовезе. В 1966 году трое членов семьи перепрофилировали ресторан «Стоунволл-инн» в гей-бар, инвестировав в него 3500 $. Раз в неделю полицейский забирал конверт с наличными. У «Стоунволл-инн» не было лицензии на продажу алкоголя, в баре отсутствовал водопровод и стаканы мылись в специальной посудине. Пожарные выходы в баре также отсутствовали. Наркотики в баре продавались свободно, тем не менее «Стоунволл-инн» не пользовался популярностью среди местных хастлеров. Это был единственный бар для геев в Нью-Йорке, где свободно можно было танцевать друг с другом, поскольку изначально «Стоунволл-инн» позиционировал себя как танцевальный клуб.
С 1969 года всех посетителей бара встречал вышибала, который проверял пришедших через дверной глазок. В первую очередь посетители должны были быть старше 18 лет. Во избежание нежелательных посетителей, а именно переодетых полицейских, которых называли: «Лили Законница», «Алиса в синем платье» и «Бэтти со значком», охранник обычно пропускал только постоянных клиентов, либо людей с ярко выраженной гомосексуальной внешностью. Стоимость двух входных билетов (в выходные дни) составляла $3. Внутри бара билеты можно было обменять на два напитка. В баре располагалось два танцпола, интерьер был окрашен в чёрный цвет, что делало помещение очень тёмным. По периметру бара были развешаны специальные прожекторы. В случае, если в бар прорывалась полиция, прожекторы резко включались. Это было своеобразным сигналом для посетителей. В задней части бара находился так называемый «зал для королев», который посещали мужчины, носившие грим и длинные волосы. Клиентами «Стоунволл-инн» в основном были мужчины, однако и лесбиянки иногда приходили в бар. Возрастной диапазон клиентов составлял от 18 до 30 лет. «Стоунволл-инн» очень быстро приобрёл известность за пределами Гринвич-Виллидж.
Полицейские рейды по гей-барам проходили в среднем раз в месяц. Многие бары были оборудованы специальными тайниками для хранения алкоголя. Администрация Шестого округа заранее предупреждала руководство бара о намечавшемся рейде, который обычно проводился достаточно рано перед часами пиковой посещаемости, чтобы бар смог вернуться в свой обычный режим работы ночью. Во время рейда в баре зажигали свет, клиенты выстраивались в шеренгу и предоставляли удостоверения личности для проверки. Клиенты бара, у которых не было при себе удостоверения, арестовывались, остальным же позволялось спокойно уйти. Женщины обязаны были носить минимум три элемента женской одежды. В противном случае они арестовывались. При этом сотрудники и руководство баров также подвергались аресту.

## Беспорядки

### Полицейская облава

Схема бара «Стоунволл-инн»

В субботу 28 июня 1969 года, в 1 час 20 минут ночи, четверо полицейских в штатском, два патрульных полицейских в униформе, а также детектив Чарльз Смит и заместитель инспектора Сеймур Пайн со словами: «Полицейская проверка!» вошли в бар «Стоунволл-инн». До этого четверо полицейских под прикрытием весь вечер провели в баре, собирая доказательства «непристойного поведения» его клиентов. Оказавшись внутри, полицейские вызвали по телефону подкрепление из шестого участка. По приказу полиции владельцы бара отключили музыку и включили свет. В тот вечер в баре находилось около 200 человек. Клиенты, попавшие под полицейскую облаву и сбитые с толку, попытались скрыться из бара через окна в туалете, однако полиция перекрыла все выходы. Участник тех событий Майкл Фейдер вспоминал: «Все произошло так быстро, что многие просто не успели понять, что произошло. Вдруг, из ниоткуда, появились полицейские, и нам сказали, чтобы все выстроились в шеренгу, приготовились предъявить документы и выйти из бара на улицу».
Облава должна была пройти по стандартной схеме: необходимо было выстроить всех посетителей в шеренгу, проверить их документы, а также проверить настоящий пол клиентов, одетых в женскую одежду, и, если те мужчины, то арестовать их. Среди клиентов были обнаружены мужчины, переодетые в женщин. Однако они отказались ехать в полицейский участок. Вместе с этим мужчины отказались предъявлять свои документы. Полиция решила арестовать всех присутствующих и отдельно поместила трансвеститов в заднюю комнату бара. Трансгендер Мария Риттер, по документам Стив Риттер (мужского пола), вспоминала: «Больше всего я боялась, что меня арестуют. И ещё боялась того, что моё фото в платье моей матери будет опубликовано в газете!» Полицейские постоянно оскорбляли клиентов бара, обстановка постепенно накалялась.
Полиция конфисковала весь алкоголь. В общей сложности было изъято 28 ящиков пива и 19 бутылок крепких спиртных напитков. Клиентов, которых не арестовали, выпроводили из бара через переднюю дверь. Однако в ту ночь они не разошлись по домам, как это обычно бывало раньше. Вместо этого они стали собираться на улице перед входом в бар, так что постепенно выросла толпа. В течение нескольких минут около бара собралось около 150 человек.
Когда прибыл первый автозак, инспектор Пайн напомнил, что те, кто находится в толпе, легко могут быть арестованы, поэтому поначалу все они стояли очень тихо. Первыми, под возгласы зевак, стали «грузить» хозяев бара. За ними стали выводить сотрудников бара, которые кричали в толпу лозунги: «Gay power!» (с англ. — «Гей-сила») и «We Shall Overcome!» (с англ. — «Преодолеем!»). Настроение в толпе, реагировавшей поначалу нейтрально, постепенно стало переходить во враждебное.

### Последняя капля
Все, что я мог видеть, это как люди дрались друг с другом. Я не мог понять точно кто с кем. Но я видел, что яростнее всего дрались трансвеститы...
Свидетельства очевидцев о подробностях того, как начался бунт, отличаются друг от друга. Согласно одним, транссексуал по имени Сильвия Ривьера бросила бутылку в полицейского после того, как он ткнул её своей дубинкой. Другие очевидцы утверждают, что лесбиянка, которую вели к патрульной машине через толпу, оказала сопротивление из-за слишком туго застёгнутых наручников, а толпа в знак солидарности отреагировала таким же образом. Вне зависимости от этих различий в свидетельствах очевидно, что в толпе завязалась рукопашная драка, которая быстро добралась и до полицейских.
Полиция пыталась сдерживать толпу. Несколько человек были сбиты с ног, повалены на землю. Воспользовавшись ситуацией, оставшиеся без присмотра арестованные бежали из автозака. Инспектор Пайн попытался призвать людей к порядку, однако положение окончательно вышло из-под контроля. Толпа попыталась перевернуть полицейский фургон.
Слух о бунте быстро разнёсся по окрестностям, и многие жители близлежащих домов вместе с владельцами соседних баров устремились к месту происшествия. Кто-то в толпе крикнул, что облава на бар была спровоцирована самими хозяевами бара, отказавшимися заплатить полицейским взятку. В ответ кто-то ещё крикнул: «Так давайте мы им заплатим!» В полицейских полетели монеты, банки с пивом, а также кирпичи с соседней стройплощадки. Толпа кричала: «Pigs!» (с англ. — «Свиньи») и «Faggot Cops!» (с англ. — «Копы-педики»). Ошеломлённые такой реакцией толпы, полицейские отступили обратно в бар, захватив с собой при этом случайно попавших «под руку» людей. Фолк-певец и гетеросексуал Дэйв ван Ронк (Dave van Ronk), проходивший мимо бара, был схвачен полицейскими, затащен в бар и там избит. Десять полицейских, а также несколько задержанных при облаве людей, включая случайно попавших ван Ронка и журналиста Говарда Смита, забаррикадировались внутри бара. Атака толпы нарастала. Некоторые попытались поджечь здание. Другие использовали парковочный счётчик в качестве тарана, чтобы выгнать полицейских из помещения на улицу.
Очевидцы тех событий утверждали, что у бунта не было явных зачинщиков или чёткой организации. Всё случилось спонтанно. Майкл Фейдер вспоминал: 

«Мы все вдруг одновременно поняли, что с нас хватит. Никто ни с кем не договаривался. Просто после стольких лет унижений это одновременно пришло в голову всем, кто оказался в ту ночь в том самом месте, и это не было организованным протестом… Все в толпе чувствовали, что обратного пути не будет. Это было последней каплей… Там были разные люди, но всех объединяло одно — нежелание мириться с полицейским беспределом. Мы попытались вернуть себе свободу. Мы стали требовать свободу. И мы больше не собирались прятаться в ночи. Как будто что-то витало в воздухе. Это был дух свободы. И мы поняли, что мы будем бороться за неё. И мы не собирались отступать».
В здание бара летело всё, что только попадалось под руки: мусорные баки, камни, кирпичи. В ход шли даже коктейли Молотова. Из толпы доносилось: «Все эти годы вы обращались с нами как с дерьмом? Теперь — наша очередь!». Полиция попыталась разогнать толпу при помощи пожарного гидранта, однако давление в трубе было слишком низким, и вода только раззадорила толпу. Когда протестующие прорвались в бар, их встретили вооружённые полицейские. Обстановка была на пределе. Полицейские целились в протестующих, а те в свою очередь облили бензином барную стойку и подожгли её. Пожар не был допущен подъехавшей пожарной машиной. В общей сложности осада бара длилась 45 минут.

### Эскалация конфликта
Вы когда-нибудь видели, чтобы педики боролись за свои права? Так вот, времена изменились! В ту ночь мы поняли: хватит с нас этого дерьма. Главным стало желание остановить это дерьмо!
Полиция прислала подкрепление — подразделение под названием «тактическая патрульная группа», которое использовалось для противостояния демонстрациям протеста против войны во Вьетнаме. Подразделение прибыло с целью разогнать толпу. Однако им это не удалось, так как на прибывших посыпался град из камней и других предметов. Боб Келер, гулявший в ту ночь с собакой, вспоминал: «Я видел достаточное число беспорядков, чтобы понять, что „веселье“ дошло до предела. Полицейские были полностью унижены. Такого прежде никогда не было. Они никогда не сталкивались с подобным сопротивлением со стороны, в том числе от переодетых в женское мужчин. Это их разозлило до такой степени, что на их лицах чётко можно было прочесть желание убить!»
Полиция попыталась очистить улицы от протестующих. Однако толпа и не думала сдаваться. Собравшиеся открыто насмехались над полицией и распевали на мотив мелодии звуковой заставки популярного в то время детского шоу «The Howdy Doody Show»: «We are the Stonewall girls, we wear our hair in curls, we don’t wear underwear, we show our pubic hairs» (с англ. — «Мы девчонки из Стоунволла, у нас кучерявые волосы, мы не носим нижнего белья, мы показываем всем свои лобковые волосы»). Журналист из Village Voice Люциан Траскотт написал: «Геи дурачились и танцевали перед полицейскими, а полиция продолжала избивать тех, кто стоял на передовой. Потихоньку она стала оттеснять толпу вниз по Кристофер-стрит к Седьмой авеню».
Один из арестованных, находившийся в тот момент в баре, вспоминал: «Полицейские, охранявшие нас, бросились помогать тем, кто был на улице. И это было не очень хорошо. Мне казалось, что все вот-вот закончится, полицейские вернутся, и мы ответим сразу за всех. Нас просто разорвут на части». Другой очевидец событий той ночи вспоминал: «Мне казалось, что я сошёл с ума. С одной стороны полицейские с дубинками, с другой стороны толпа геев, которых всегда считали пародией на мужественность. Это было просто невероятно. Я видел, как на место избитого вставал другой. А полиция продолжала избивать их дубинками. И я стал испытывать настоящую ярость».
Неуправляемая толпа понеслась к Седьмой авеню. Крейг Родвелл, владелец книжного магазина имени Оскара Уайльда (англ. Oscar Wilde Memorial Bookshop), сообщил протестующим о засаде, которую устроила полиция. Протестующие стали останавливать проезжающие машины, опрокинули одну из них, заблокировав Кристофер-стрит. Джек Николс и Лидж Кларк написали в газете «Скру»: «Разгневанная толпа протестующих преследовала полицию с криками: „Хватай их“!».
Стычки с полицией продолжались до 4 утра. На следующее утро многие люди сидели в Кристофер-парке, не веря в то, что произошло. Многие свидетели тех событий вспоминали невероятное спокойствие Кристофер-стрит. Стояла практически гробовая тишина, однако в воздухе по-прежнему чувствовалось напряжение. Многие люди чувствовали, что эта улица теперь по-настоящему их улица. После ночных беспорядков было арестовано 13 человек. Четверо полицейских, также как и неустановленное число протестующих, получили увечья, а «Стоунволл-инн» был практически уничтожен. На следующую ночь инспектор Пайн намеревался закрыть и демонтировать бар.

### Открытое противостояние
Во время беспорядков Крэйг Родвелл позвонил в газеты New York Times, New York Post и New York Daily News и сообщил им о том, что происходит. Все три газеты тут же поместили информацию о произошедших событиях. New York Daily News сообщила о беспорядках на первой полосе. Новости быстро распространились по всему району Гринвич-Виллидж. Вокруг событий той ночи стало возникать огромное количество слухов. Одни утверждали, что беспорядки были организованы студентами-активистами; другие — что здесь замешана Партия чёрных пантер. Некоторые вообще утверждали, что беспорядки спровоцировал ревнивый гей-полицейский, чей сожитель втайне от него пошёл развлекаться в «Стоунволл-инн».
Весь день в субботу 28 июня люди приходили смотреть на сожжённый гей-бар. На стенах стали появляться граффити: «Drag power!» (сленг по аналогии с «Gay power!»), «They invaded our rights» (с англ. — «Они попрали наши права»), «Support gay power» (с англ. — «Поддержи гей-силу») и «Legalize gay bars» (с англ. — «Легализация гей-баров»), а также листовки с обвинениями полиции в разграблении сгоревшего бара и надписи: «Мы открыты!».
Следующей ночью беспорядки на Кристофер-стрит вспыхнули с ещё большей силой. К «Стоунволл-инн» вернулись многие из тех, кто был здесь прошлой ночью. Но на этот раз к ним присоединились любопытные прохожие и даже туристы. Тысячи людей собрались перед баром, который вновь открылся. На Кристофер-стрит образовалась внушительная пробка. Толпы протестующих окружили автобусы и автомобили, пропуская транспорт, только если пассажиры признавались в том, что они геи, либо высказывали поддержку протестующим. Одна из протестующих, Марша П. Джонсон, поднялась на фонарный столб, откуда скинула на полицейскую машину тяжёлую сумку, разбив лобовое стекло. На улице вновь стали поджигать мусорные баки. Протестующим противостояли более ста полицейских из четвёртого, пятого, шестого и девятого участков. К 2 часам ночи в район беспорядков вновь прибыла «тактическая патрульная группа». Беспорядки на Кристофер-стрит продолжались до 4 утра.

### Ухудшение обстановки
Из-за дождя, шедшего в понедельник и вторник, обстановка в Гринвич-Виллидж несколько охладилась. Было замечено несколько случаев небольших стычек полиции и местных жителей, но все они носили локальный характер. Крейг Родвелл и его партнёр Фред Серджент, воспользовавшись образовавшимся затишьем, напечатали и распространили 5000 листовок с требованием: «Убрать мафию и полицейских из гей-баров!». Листовки призывали геев иметь чувство собственного достоинства, бойкотировать «Стоунволл-инн» и другие гей-бары, принадлежавшие мафии, а также оказать общественное давление на мэрию с целью расследования возникшего «полицейского беспредела», который привёл к погромам.
Не все люди в гей-сообществе были настроены позитивно. Многие пожилые геи, а также члены Общества Маттачине, которые старались всячески поддерживать образ тихого и мирного гея, ничем не отличающегося от рядового гетеросексуала, испытывали открытую неприязнь к проявлениям агрессии и женоподобному поведению мужчин. Рэнди Уикер, участвовавший в первом гей-пикете перед Белым Домом в 1965 году, заявил: «Кричащие „королевы“, выстроившись строем солдат, растоптали все то, что я пытался рассказать людям о гомосексуалах…»
В среду на Кристофер-стрит вновь начались беспорядки после того, как журналисты из «Village Voice» Говард Смит и Люциан Траскотт использовали весьма нелестные выражения, описывая недавние события и его участников: «forces of faggotry» (с англ. — «пидорские силы»), «limp wrists» (с англ. — «вялые запястья») и «Sunday fag follies» (с англ. — «воскресные педо-глупости») Толпа угрожала сжечь редакцию. Кроме того, к протестующим примкнуло ещё около 1000 человек. Очередные столкновения, вспыхнувшие в среду вечером, продолжались в течение часа и сопровождались мародёрством. В тот вечер было арестовано 5 человек.

## Последствия
4 июля 1969 года Общество Маттачине организовало ежегодный пикет напротив Зала Независимости в Филадельфии. Организаторы пикета Крейг Родвелл, Фрэнк Камени, Рэнди Уикер, Барбара Джиттингс и Кей Лоусен отправились на автобусе из Нью-Йорка в Филадельфию. С 1965 года пикеты были цивилизованными: женщины носили юбки, а мужчины — костюмы и галстуки. Все проходило очень спокойно. Однако в этот раз строгие правила были нарушены, когда две девушки неожиданно взялись за руки. Камени, испугавшись негативной реакции публики, развёл их в разные стороны со словами: «Ничего подобного! Ничего подобного!». После чего около десяти пар взялись за руки. Камени был в ярости, однако, в отличие от предыдущих пикетов, этот шаг привлёк огромное внимание со стороны прессы. Участница пикета Лилли Винцента вспоминала: «Было понятно, что все меняется. Люди, которые чувствовали себя угнетёнными, теперь почувствовали себя вполне свободно». После этого пикета Родвел вернулся в Нью-Йорк с намерением изменить порядок вещей. Одним из первых шагов стало планирование «Дня освобождения Кристофер-стрит» (англ. Christopher Street Liberation Day).

### Фронт освобождения геев
Несмотря на то, что Общество Маттачине существовало с 1950-х годов, многие из их методов казались слишком мягкими для людей, которые были свидетелями прошедших беспорядков. Во время одного из собраний один из руководителей Общества Маттачине предложил участникам быть «дружелюбными и мирными», демонстрируя свой протест зажжёнными свечами. Кто-то из аудитории выкрикнул: «К чёрту ваш мир! Общество только и ждёт от нас этого! Вы считаете, что геи не могут устроить восстание? Так мы покажем вашим задницам мир и дружелюбие!» Вскоре был сформирован Фронт освобождения геев — первая организация, открыто использовавшая слово «гей» в названии, в отличие от Общества Маттачине и Дочери Билитис, а также других «гомофильных» групп, истинные цели которых были скрыты за витиеватыми названиями.
Фрэнк Камени и Барбара Джиттингс, работавшие в Обществе Маттачине, смогли по-настоящему оценить рост воинственных настроений после того, как посетили общее собрание вновь образовавшейся организации. Молодой член Фронта потребовал от них сказать, кто они такие и что они здесь делают? Поставленная в тупик Джиттингс пробормотала: «Я гей. Поэтому я здесь». Фронт заимствовал стратегию и тактику антивоенных демонстрантов, к которым они впоследствии присоединились с целью построения нового американского общества. Однако через четыре месяца Фронт распался из-за того, что члены организации не смогли договориться между собой.

### Альянс активистов
Через шесть месяцев после стоунволлских бунтов активисты начали выпускать общегородскую газету «Gay», поскольку самое либеральное издание в городе «Village Voice» отказалось печатать слово «гей» в рекламе Фронта освобождения геев. В след за газетой «Gay» появились газеты «Come Out!» и «Gay Power!», общий тираж которых за короткий промежуток времени резко поднялся до 25 тыс. экземпляров.
Встречи членов Фронта были крайне хаотичными. Все чаще собрания уходили от основной темы прав геев. В конце декабря 1969 года несколько человек, побывавших на встрече активистов Фронта, сформировали Альянс гей-активистов. Альянс должен был быть полностью сосредоточенным на вопросах, касающихся геев. Устав Альянса начинался словами: «Мы, свободные гомосексуальные активисты, требуем свободы выражения нашего достоинства и уважения к нам как к людям». Главным изобретением Альянса стала организация так называемых шок-акций (англ. zap action). Суть такой акции заключалась в следующем: активисты Альянса выслеживали на улице видных политических деятелей и в присутствии прессы, телевидения и сотен зевак своим вызывающим поведением застигали «жертву» врасплох, тем самым требуя от него (неё) признать при всех права геев и лесбиянок. За короткий срок «жертвами» подобных акций стали практически все представители городского совета, в том числе и мэр Нью-Йорка Джон Линдсей, на телевизионную конференцию к которому однажды пришли члены Альянса.
Несмотря на стоунволлские бунты, полицейские рейды по гей-барам не прекратились. В марте 1970 года заместитель инспектора Пайна после очередного рейда арестовал 167 человек и закрыл два гей-бара. В числе арестованных оказался аргентинский иммигрант, который, испугавшись того, что он может быть выслан из страны, попытался сбежать из полицейского участка, выпрыгнув со второго этажа. Молодой человек погиб, напоровшись на забор с шипами. Фотографию погибшего молодого человека, висящего на заборе, «New York Daily News» напечатала на первой полосе. Члены Альянса организовали мирное шествие от Кристофер-парка к Шестому участку в память о погибшем.
Альянс спонсировал избирательную кампанию мэра Линдси, а также конгрессмена-демократа Эда Коча, который пообещал прекратить набеги на гей-бары в городе.
«Стоунволл-инн» просуществовал всего несколько недель после беспорядков. К октябрю 1969 года в районе резко выросла арендная плата, а сам бар был слишком печально известен. В итоге он был закрыт.

### Гей-прайд
Некоторые были настроены враждебно. Но в основном все аплодировали, когда мимо них проходила высокая красивая девушка с табличкой, на которой было написано: «Я лесбиянка!»
28 июня 1970 года в Гринвич-Виллидж отметили первую годовщину стоунволлских бунтов — «День освобождения Кристофер-стрит». Это был первый в истории прайд-парад. Марш оказался в два раза короче запланированного по времени. Такое решение было принято из-за протестных выступлений со стороны некоторых горожан. Разрешение на проведение марша было выдано лишь за два часа до его начала. «The New York Times» написала, что демонстранты заняли всю улицу длиной в 15 кварталов.
Одновременно с Нью-Йорком марши в память о стоунволлских событиях состоялись в Лос-Анджелесе и Чикаго. В следующем году прайд-парады состоялись также в Бостоне, Далласе, Милуоки, Лондоне, Париже, Западном Берлине и Стокгольме. В 1972 году к городам-участникам присоединились Атланта, Буффало, Детройт, Вашингтон, Майами и Филадельфия, а также Сан-Франциско.
Фрэнк Камени вскоре понял смысл перемен, вызванных стоунволлскими беспорядками. Гей-активист 1950-х годов был убеждён, что лучший способ жить в мире — убедить гетеросексуалов, что геи ничем не отличаются от них. Когда он и другие активисты пикетировали Белый Дом и Государственный Департамент, их целью было выглядеть, как если бы они могли работать на Правительство США. Десять человек прошли вместе с Камени на первом марше. Позже он заметил: «Когда случились погромы, в стране было пятьдесят-шестьдесят гей-групп. Год спустя их было по крайней мере полторы тысячи. А два года спустя — две с половиной тысячи».
Многие активисты считают, что стоунволлские бунты явились не только днём рождения гей-освободительного движения. Вне всякого сомнения — это был день рождения гей-прайд-движения во всем мире.

## Значение и влияние

### Конфликты и успехи внутри гей-сообщества
Они были детьми, Вы знаете, что Вы можете разрушить им всю жизнь. И Вам плохо, от того, что Вы — часть этой системы. Вы знаете, что они нарушили закон, но КАКОЙ это был закон?.
После двух лет с момента стоунволлских бунтов в каждом крупном американском городе были организованы группы по защите прав геев и лесбиянок. Подобные группы также открывались в Канаде, Австралии и странах Западной Европы. Люди, присоединявшиеся к активистским движениям, не имели между собой практически ничего общего, за исключением разве что сексуальной ориентации. Среди активистов возникало множество проблем, связанных с различиями в идеологических соображениях, классовой и расовой принадлежности, гендерной идентичности отдельных участников.
Напряжение возрастало и было продемонстрировано во время парада «1973 Stonewall», когда через несколько минут после выступления Барбары Джиттингс, обильно расхваливавшей разнообразие в толпе, феминистка и лесби-активистка Жан О’Лири, поднявшись на сцену, высказалась, что из-за трансвеститов женщины не воспринимаются всерьёз. Во время выступления О’Лири, в котором она утверждала, что трансвеститы специально пародируют женщин ради развлечения и для получения прибыли, Сильвия Ривера и Ли Брюстер вскочили на сцену и закричали: «Вы спокойно ходите в бары благодаря тому, что трансвеститы сделали для вас, а эти сучки говорят нам, чтобы мы перестали быть собой!».
О’Лири работала в начале 1970-х над исключением прав трансвеститов из движения за права геев, потому что она чувствовала, что прав трансвеститов было слишком трудно достичь. Сильвия Ривера оставила гей-активизм в 1970-х годах и сосредоточилась непосредственно над вопросами, касающимися трансгендеров и трансвеститов. Тем не менее, разногласия между участниками движения часто сходили на нет после совместных конструктивных разговоров. О’Лири позже сожалела о своей позиции. Во время прайд-парада 1973 года она сказала: «Оглядываясь назад, мне так неловко. Мои взгляды изменились. Ужасно осознавать, что я могла работать над исключением трансвеститов из борьбы за свои права».
На протяжении 1970-х годов гей-активисты значительно преуспели. Одним из первых и самых значительных моментов была «шок-акция» в мае 1970 года в Лос-Анджелесе на съезде Американской психиатрической ассоциации. На конференции по модификации поведения, во время фильма, демонстрировавшего использование электрошоковой терапии для уменьшения влечения к своему полу, Моррис Кайт и другие активисты, находившиеся в аудитории, прервали показ фильма криками «Torture!» (с англ. — «Пытки») и «Barbarism!» (с англ. — «Варварство»). Активисты завладели микрофоном, чтобы объявить, что врачи, которые прописывали такую терапию своим гомосексуальным пациентам, были соучастниками пыток над ними. В декабре 1973 года во многом благодаря усилиям гей-активистов, врачи из АПА единогласно проголосовали за исключение гомосексуальности из Руководства по психическим расстройствам.

### Влияние на гей-субкультуру
В начале 1970-х годов, в связи с набиравшим силу феминистским движением, многие лесбиянки отказывались от стереотипных ролевых моделей буч и фэм, которые были широко распространены в лесбийских барах в 1950—1960-х годах. Лесбиянки-феминистки считали, что ролевая модель «буч» является архаичной имитацией мужского поведения. Некоторые женщины вернулись к ролевым моделям в 1980-х, однако рамки поведения были более гибкими.
Писатель Майкл Бронский высказал мнение, что «стоунволлские бунты оказали огромное влияние на гей-литературу. В прошлом в книгах для геев поднималась тема ненависти к себе из-за своей сексуальной ориентации. Многие книги заканчивались печально, зачастую самоубийством главного героя. Писатели изображали геев как глубоко несчастных людей и алкоголиков. Такие книги отошли в прошлое, они перестали переиздаваться и утрачены для последующих поколений». Бронский пишет: «Гей-освобождение было молодёжным движением, чьё ощущение истории определялось в значительной степени неприятием прошлого».

### Воздействие на общество

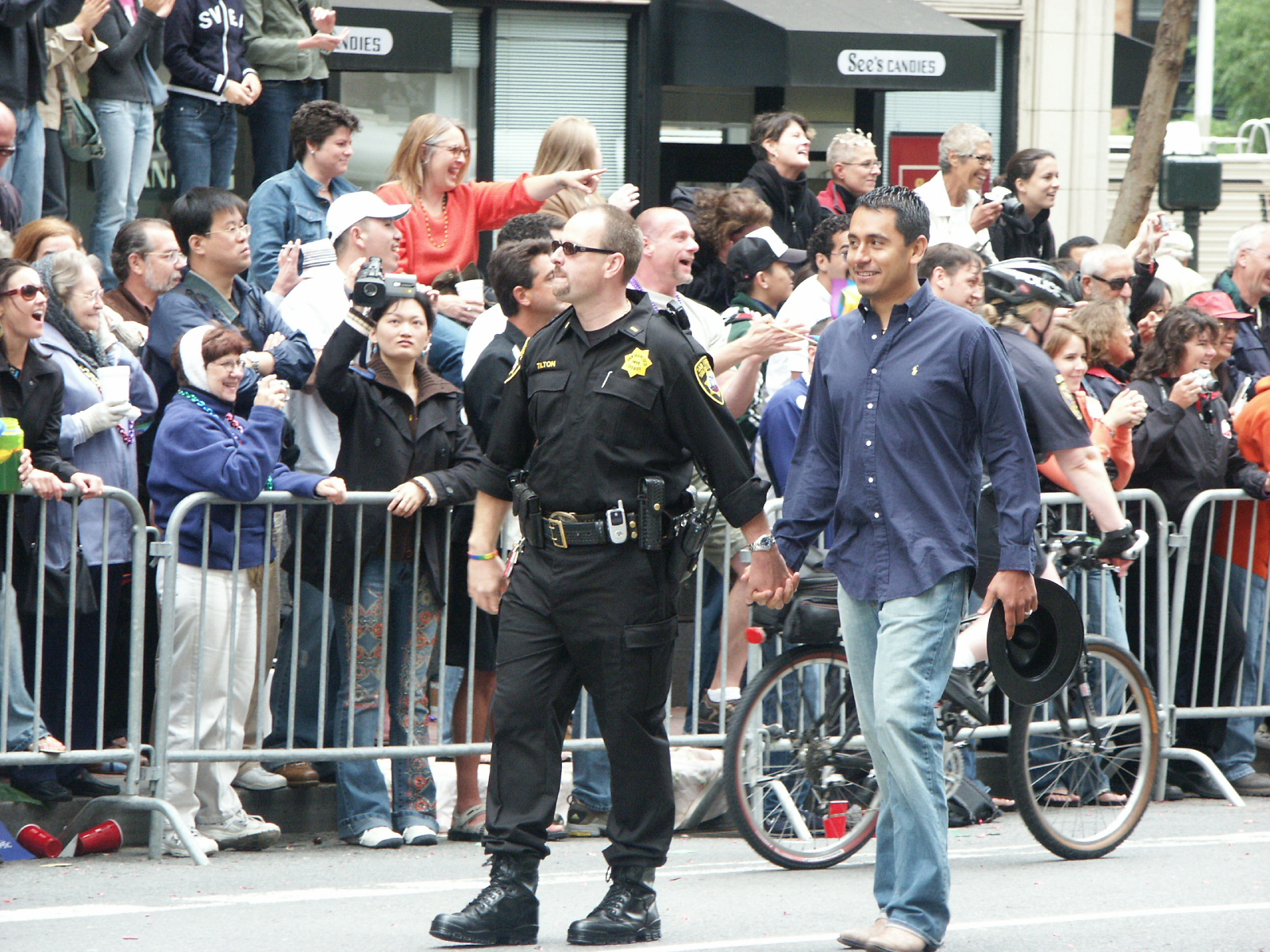
Полицейский и его бойфренд на гей-параде

События в ночь на 28 июня 1969 года не были первым случаем, когда гомосексуалы давали отпор полиции. Тем не менее, некоторые обстоятельства той ночи сделали беспорядки на Кристофер-стрит запоминающимися. Бунт начался непосредственно напротив редакции «Village Voice», что позволило в короткий срок мобилизовать большое количество представителей гей-сообщества и сплотить их. К тому же узкие кривые улицы Гринвич-Виллидж дали мятежникам преимущество перед полицией. Но наиболее значительным обстоятельством стало празднование «Дня освобождения Кристофер-стрит», которое положило начало ежегодным прайд-парадам по всему миру.
Середина 1990-х годов была ознаменована включением в рамки гей-сообщества бисексуалов, которые впервые участвовали в Вашингтонском марше 1993 года. Трансгендеры же по-прежнему оставались изгоями в гей-сообществе. В 1994 году в 25-ю годовщину стоунволлских бунтов в Нью-Йорке прошёл знаменитый прайд-парад «Stonewall 25», в котором участвовало более миллиона человек. Тем временем трансгендеры во главе с Сильвией Ривера провели свой альтернативный марш в знак протеста против игнорирования трансгендерных людей. За последнее десятилетие прайд-парады стали приобретать все более массовый характер. В большинстве крупных мировых городов ежегодно проводятся свои прайд-парады.
В июне 1999 года Министерство внутренних дел США присвоило зданию по адресу Кристофер-стрит 51-53 звание Национального исторического памятника. На церемонии открытия мемориальной доски заместитель министра внутренних дел Джон Берри заявил: «Пусть это здание вечно помнит, что здесь, на этом месте мужчины и женщины выстояли, выстояли достойно, для того, чтобы мы помнили, кто мы есть, работали там, где мы хотим, жили там, где мы хотим и любили тех, кого желают наши сердца».
1 июня 2009 года президент Барак Обама объявил июнь Месяцем Гордости геев, лесбиянок, бисексуалов и трансгендеров. Празднование 40-й годовщины беспорядков на Кристофер-стрит дало журналистам и активистам повод задуматься о том прогрессе, который был достигнут с 1969 года. Фрэнк Рич из New York Times отметил, что в США не существует федерального законодательства, способного защитить права геев-американцев. Два года спустя здание «Стоунволл-инн» стало местом проведения торжеств по случаю принятия Легислатурой Нью-Йорка закона, разрешающего однополые браки, который был подписан Губернатором Эндрю Куомо 24 июня 2011 года.

## Стоунволлские бунты в культуре
- «Стоунволл» — основанная на мемуарах историка, профессора Нью-Йоркского университета Мартина Дубермана, драма 1995 года, снятая британским режиссёром Найджелом Финчем.
- «Стоунволлское восстание» — документальный фильм 2010 года, основанный на книге Дэвида Картера «Стоунволл: беспорядки, вызвавшие гей-революцию».
- «Стоунволл» — драма 2015 года, снятая американским режиссёром Роландом Эммерихом.